# 기타 가즈마
기타 가즈마(일본어: 北 一真, 1981년 12월 21일 ~ )는 일본의 전 축구 선수이다.

## 구단 경력
과거 더스파구사쓰 군마에서 활동하였다.